# Morges
Morges (antiguamente en alemán Morsee) es una ciudad y comuna suiza del cantón de Vaud, capital del distrito de Morges, se encuentra situada a orillas del lago Lemán. Limita al norte con las comunas de Vufflens-le-Château y Echichens, al este con Lonay y Préverenges, al sur con Publier (FR-74), y al oeste con Tolochenaz y Chigny.
Hasta el 31 de diciembre de 2007, la ciudad fue también «capital» del círculo de Morges.

## Transportes
Ferrocarril
Cuenta con una estación ferroviaria en el centro en la que paran trenes de larga distancia, de ámbito regional y de cercanías. También existe otra estación en el noreste de la ciudad, Morges-St-Jean, en la que sólo paran trenes de cercanías.

## Ciudades hermanadas

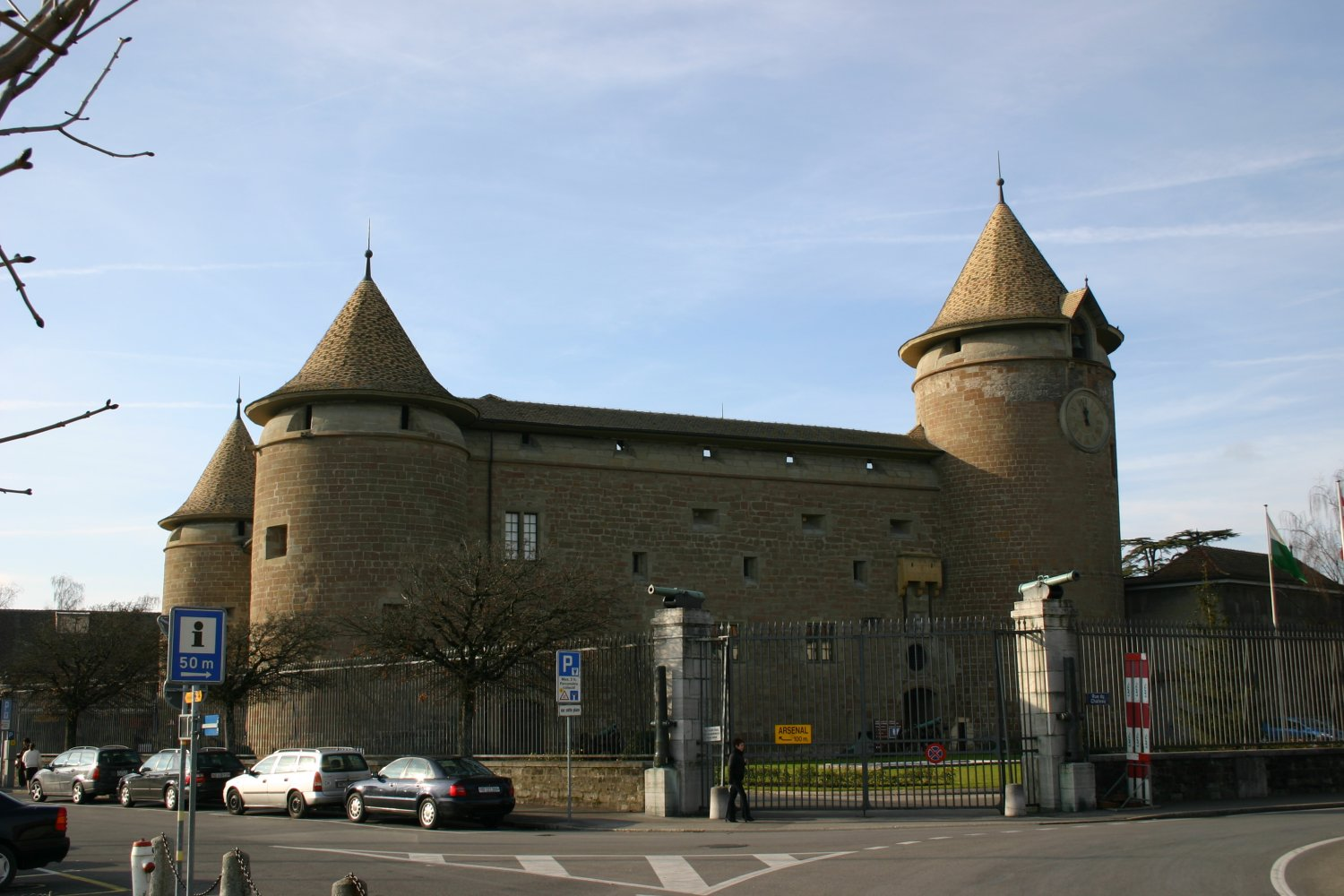
Castillo de Morges.

- Vertou.